# 天主教薩萊諾-坎帕尼亞-阿切爾諾總教區
天主教萨莱诺总教区是罗马天主教在意大利南部坎帕尼亚大区设立的一个教区，成立于10世纪，1818年合并Acerno教区。 
現任總主教為安德肋·貝蘭迪，榮休總主教為吉拉·皮耶羅和類斯·莫雷蒂。